# Druzheliubivka (Raión de Berezivka)
Druzheliubivka  (ucraniano: Дружелюбівка) es una localidad del Raión de Berezivka en el Óblast de Odesa de Ucrania. Según el censo de 2001, tiene una población de 170 habitantes.